# Lycoriella flavipeda
Lycoriella flavipeda är en tvåvingeart som beskrevs av Werner Mohrig och Nina Krivosheina 1987. Lycoriella flavipeda ingår i släktet Lycoriella och familjen sorgmyggor. Inga underarter finns listade i Catalogue of Life.